# Les Boulets rouges de la Commune
Les Boulets rouges de la Commune est un roman de Georges Coulonges publié en 1993.

## Résumé
En 1870 la France capitule à Sedan. Napoléon III est destitué, Gambetta proclame la République. Hugo revient de son exil de 19 ans. À Paris, Florentin s'enrôle, Margalide le quitte et travaille aux aérostats d'Anicet. Bismarck bombarde Paris où l'on mange chiens, chats, rats, loups, animaux de zoo. Gambetta démissionne et Thiers est élu. Bismarck prend l'Alsace-Lorraine. En mars 1871 la Commune est proclamée. La séparation Église/État est prononcée. Jérôme, frère de Florentin, s'engage avec la Commune. Les Versaillais (opposants à la Commune) entrent dans Paris et tirent à boulets rouges sur des ministères. Margalide fait sortir Jérôme de l'hôpital. Elle retrouve Florentin, l'emmène à Jérôme et les deux à Eugénie, femme de Jérôme, qui a Maximilienne. Jérôme écrit l'Internationale.